# 이기철 (배우)
이기철(1965년 1월 4일~)은 대한민국의 배우이다.

## 생애
1984년 연극 배우 첫 데뷔 후 1987년 영화 《팔도주방장》의 단역으로 영화 배우 데뷔하였으며 1991년 KBS 14기 공채 탤런트 정식 데뷔하였다.

## 경력
- 1991년 KBS 14기 공채 탤런트

## 출연

### 방송

#### 드라마
- 1991년 KBS 2TV 《형》
- 1993년 KBS 1TV 《먼동》
- 1993년 KBS 2TV 《서있는 여자》
- 1993년 KBS 2TV 《신 손자병법》
- 1994년 KBS 1TV 《다큐멘터리극장》
- 1994년 KBS 2TV 《금요일의 여인》
- 1994년 KBS 2TV 《KBS 드라마게임》
- 1994년 KBS 2TV 《딸부잣집》
- 1994년 EBS 1TV 《언제나 푸른마음》
- 1994년 KBS 1TV 《한명회》 - 박호문 역
- 1995년 MBC 《MBC 베스트극장》
- 1995년 SBS 《옥이이모》
- 1996년 KBS2《머나먼 나라》
- 1997년 KBS 2TV 《파랑새는 있다》 - 조기철 역
- 1998년 KBS 2TV 《야망의 전설》
- 1999년 KBS 2TV 《전설의 고향 - 1999년》
- 2000년 KBS 2TV 《꼭지》
- 2000년 KBS 1TV 《태조왕건》
- 2000년 KBS 2TV 《RNA》
- 2001년 KBS 1TV 《TV는 사랑을 싣고》... 재연극
- 2001년 KBS 2TV 《명성황후》 - 윤치호 역
- 2002년 KBS 2TV 《러브스토리》
- 2002년 SBS 《야인시대》
- 2003년 KBS 1TV 《무인시대》 - 최인 역
- 2004년 KBS 2TV 《낭랑 18세》
- 2004년 KBS 1TV 《불멸의 이순신》
- 2004년 KBS 2TV 《해신》
- 2005년 MBC 《제5공화국》
- 2006년 KBS 1TV 《대조영》
- 2011년 KBS 2TV 《복희 누나》 - 한복희의 부 역

#### 재연극
- 1999년 ~ 2009년 KBS 2TV 《부부클리닉 사랑과 전쟁》
- 2003년 MBC 《실화극장 죄와 벌》

#### 교양
- 1997년 KBS 2TV 《생방송 좋은 아침입니다》
- 2003년 EBS 1TV 《역사극장》

### 영화
- 1987년 《팔도주방장》
- 1995년 《매춘 6》
- 2000년 《가위》
- 2004년 《범죄의 재구성》
- 2008년 《사랑과 전쟁: 열두 번째 남자》
- 2010년 《평양성》
- 2011년 《최종병기 활》

## 수상
- 2000년 제1회 전주국제영화제 온고을 단편영화상 (가위)